# Sigmoopsinae
De Sigmoopsinae zijn een onderfamilie van uitgestorven kreeftachtigen uit de klasse van de Ostracoda (mosselkreeftjes).

## Geslacht
- Severobolbina Schallreuter, 1974 †